# NHL 12
| Mottagande      | Mottagande      |
| Recensionsbetyg | Recensionsbetyg |
| Publikation     | Betyg           |
| --------------- | --------------- |
| Game Informer   | 8.5             |
| Gametrailers    | 9.2             |
| Gamereactor     | 8/10            |
| FZ              | 4/5             |

NHL 12 är ett ishockeyspel från EA Sports. Steven Stamkos pryder skandinaviens omslag.

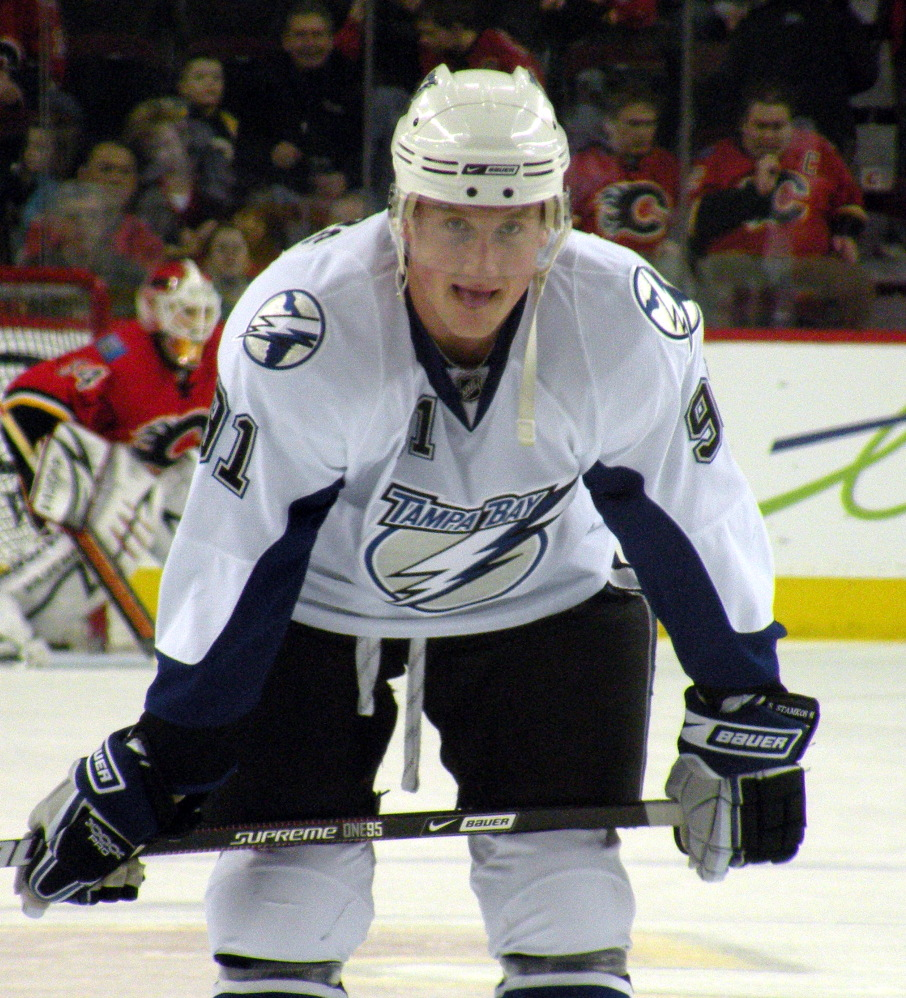
Steven Stamkos i Tampa Bay Lightning pryder på spelets omslag.

## Nya funktioner
Följande funktioner är nytt i spelet:
- Målvakten är tacklingsbar och man kan även slåss som målvakt.[5]
- Be a Pro uppdateras. Spelaren får uppgifter av tränaren. Snabbspolning när man sitter på bänken.[6]
- Fysikmotorn utökas. Hjälmar flyger av, plexiglaset går sönder och tacklingar in i avbytarbåset.[7]. Fler än två spelare kan interagera vid kollisioner.
- Möjlighet att spela Winter Classic.[8]
- Legendariska NHL-spelare finns som spelbara. De är Wayne Gretzky, Ray Bourque, Chris Chelios, Steve Yzerman, Patrick Roy, Jeremy Roenick, Gordie Howe, Mario Lemieux och Börje Salming  och förekommer i laget Legends och i spelarläget Be a Legend.
- Action Tracker visar höjdpunkter ur en spelad match i pausmenyn.
- Möjlighet att skapa kvinnliga spelare.

## Lag och ligor
NHL 12 inkluderar ligorna NHL, AHL, tjeckiska Extraligan, svenska Elitserien, FM-ligan, DEL, NLA och CHL. Nya lag är Winnipeg Jets som ersätter Atlanta Thrashers, Växjö Lakers ersätter Södertälje SK i Elitserien. EHC München ersätter Kassel Huskies i DEL. Landslag inkluderar i spelet som i föregångarna (dock saknas licens från IIHF så inga korrekta landslagströjor används).

## Musik
Följande artister med låtar förekommer i spelet:
- Anthrax – "I’m Alive"
- Beady Eye – "Standing on the Edge of the Noise"
- Billy Idol – "Mony Mony"
- Black Tide – "That Fire"
- Blackguard – "Farewell"
- Bush – "Sound of Winter"
- Against Me! - "Occult Enemies"
- Death Letters – "I Wish I could Steal a Sunset"
- Dropkick Murphys – "Hang ‘em High"
- Electric Light Orchestra – "Don’t Bring Me Down"
- Judas Priest – "You’ve Got Another Thing Comin’"
- Manchester Orchestra – "April Fool"
- Middle Class Rut – "Busy Being Born"
- Murderdolls – "Whatever you got, I’m Against It"